# Constant Tamboucha
Constant Tamboucha (né le 3 mai 1976 au Gabon) est un joueur de football international gabonais, qui évoluait au poste de défenseur et milieu de terrain.

## Biographie

### Carrière en sélection
Avec l'équipe du Gabon, il joue entre 1995 et 2001. Il figure notamment dans le groupe des sélectionnés lors des CAN de 1996 et de 2000.